# 宮﨑優
宮﨑 優（みやざき ゆう、2000年〈平成12年〉11月20日 - ）は、日本の女優。三重県名張市出身。フルタチSFT、TRUSTAR、METEORAを経て、フラーム所属。

## 経歴
三重県立名張高等学校在学中から女優を志望し、週1回ほど三重から東京まで通って演技レッスンを受けていた 。
高校2年のとき、InstagramのDMに芸能事務所「古舘プロジェクト」の新人開発部「フルタチSFT」からスカウトのメッセージがあり当初、怪しいと感じたが家族に相談し信用できると確認できたので、2018年4月に「フルタチSFT」に所属し芸能界入りを果たした。
2025年7月配信開始のNetflix ドラマ『グラスハート』のヒロイン・西条朱音役にオーディションで選ばれる。

## 人物
4姉妹の次女。

## 出演

### テレビドラマ
- 高嶺と花（2019年4月23日 - 6月18日、フジテレビ） - 小川水希 役[4][注 1]
- 俺のスカート、どこ行った? 第5話（2019年5月18日、日本テレビ） - 坂本満里奈 役
- FLY! BOYS, FLY! 僕たち、CAはじめました（2019年9月24日、関西テレビ・フジテレビ） - 倉田美緒 役
- 女子グルメバーガー部 第2話・第4話（2020年7月18日・8月1日、テレビ東京） - 美藤だりあ 役[5]
  - 女子グルメバーガー部2021夏SP（2021年6月27日）[6]
- ガールガンレディ 第1話 - 第3話（2021年4月7日 - 4月21日、MBS） - 上田史帆 役
- お耳に合いましたら。 第12話（2021年10月1日、テレビ東京） - 涼森愛香 役
- 真夜中にハロー! 第5話（2022年2月11日、テレビ東京） - 涼子 役
- 魔法のリノベ 第9話（2022年9月12日、関西テレビ・フジテレビ） - 真野樹愛留 役
- チェイサーゲーム 第2話 - 最終話（2022年9月16日 - 10月28日、テレビ東京） - 三浦美羽 役
- 君が、おにぎり好きだから。（2023年3月4日 - 3月25日、中京テレビ） - 安藤麻里 役[7]
- 往生際の意味を知れ!（2023年3月8日 - 4月26日、MBS・TBS） - 日下部千世子 役[8]
- 日本統一 関東編 第7話〜最終話（2023年5月5日・12日、日本テレビ） - 江戸川由利子 役
- ながたんと青と-いちかの料理帖- 第8話（2023年5月12日、WOWOW）
- ライオンの隠れ家（2024年10月11日 - 、TBS） - 愛生（少女期） 役[9]

### ウェブドラマ
- 高嶺と花（2019年3月18日 - 5月6日、FOD） - 小川水希 役[10]
- グラスハート（2025年7月31日 - 、Netflix） - ヒロイン・西条朱音 役[3][11][12]

### 映画
- 任侠学園（2019年9月27日、エイベックス・ピクチャーズ）
- うみべの女の子（2021年8月20日、スタジオジャム） - 白瀬香菜惠 役
- 死刑にいたる病（2022年5月6日、クロックワークス） - 加納灯里 役[13]
- ぬいぐるみとしゃべる人はやさしい（2023年4月7日、イハフィルムズ） - 青川 役
- まなみ100%（2023年9月29日、SPOTTED PRODUCTIONS） - くろけいちゃん 役
- 正体（2024年11月29日、松竹） - 小田花梨 役[14]

### オリジナルビデオ
- 日本統一 53・54・55・58・62（2022年9月25日・11月25日・2023年1月25日・9月25日、2024年5月25日ライツキューブ） - 江戸川由利子 役

### 舞台
- 積チノカベ（2019年7月4日 - 7日、北九州芸術劇場 / 7月11日 - 14日、すみだパークスタジオ倉）
- 水深ゼロメートルから（2021年11月3日 - 7日、「劇」小劇場）

### バラエティ
- 美少女クエスト「初々しすぎる美少女」（2018年8月3日・10日、フジテレビ）

### CM
- 中萬学院 CGパーソナル（2019年）
- アプリ「CAST」（2019年）
- ホーユー「Beautylabo ホイップヘアカラー」（2020年）
- NTTドコモ 新体感ライブ「SixTONES」篇（2020年）
- アプリ「HAKUNA」（2020年）
- カルバン（タイヤショップ）「カルバンは安いだけじゃない！」篇（2021年〜）
- 昭和産業「そっと、SHOWA ずっと、SHOWA」篇（2023年）
- NOVA 「AI翻訳」篇、「雑談」篇（2024年）[15]
- NTT西日本 「ツナガルヒストリー」（2025年）※Web動画、イチローと共演[16]